# Purenleon albovarius
Purenleon albovarius is een insect uit de familie van de mierenleeuwen (Myrmeleontidae), die tot de orde netvleugeligen (Neuroptera) behoort. 
Purenleon albovarius is voor het eerst wetenschappelijk beschreven door Banks in 1942.